# ژئو-شارل

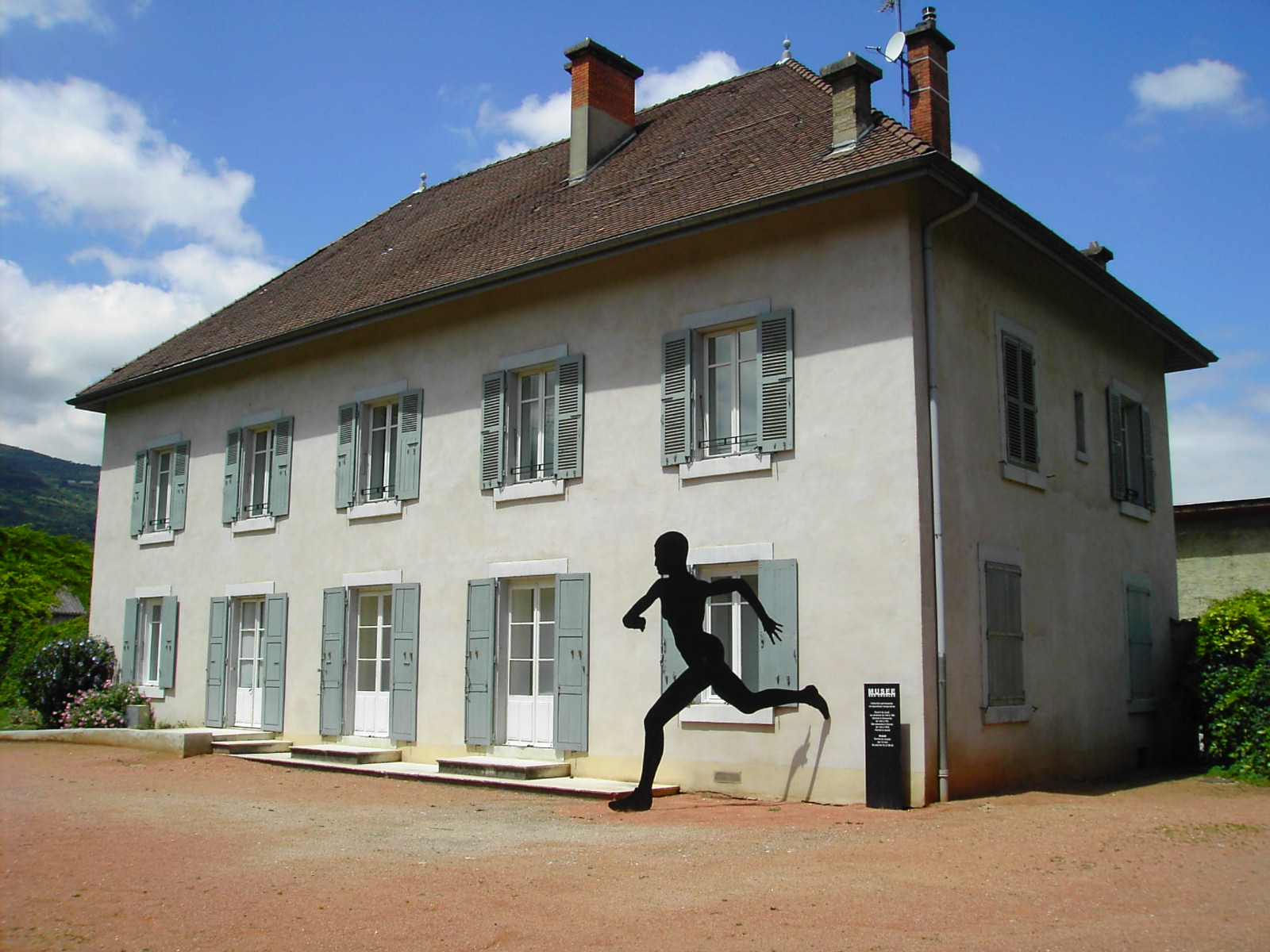
ساختمان موزه ژئو-شارل در شهر اشیرول فرانسه

ژئو-شارل (انگلیسی: Géo-Charles; ۲۲ مارس ۱۸۹۲ – ۷ ژوئیهٔ ۱۹۶۳) با نام واقعی شارل لوئی پروپر گیو شاعر اهل فرانسه بود.
از افتخارات وی میتوان به کسب مدال طلا ادبیات در بخش مسابقات هنری بازی‌های المپیک تابستانی ۱۹۲۴ اشاره کرد.